# Oberkatzbach (Ramerberg)
Oberkatzbach ist ein Gemeindeteil der Gemeinde Ramerberg. 

## Geographie
Die Einöde Oberkatzbach liegt circa einen Kilometer südlich des Gemeindehauptortes Ramerberg oberhalb des Inns.

## Baudenkmal
Der Stögerhof ist ein denkmalgeschütztes Bauernhaus in Hakenform aus dem Jahr 1835 mit Bundwerk und geschnitzten Pfettenköpfen. Zum Ensemble gehört ein zweigeschossiger Getreidekasten aus dem 17. Jahrhundert. Die Hofmarksäule ist mit 1586 datiert.

## Hofkapelle
Am Stögerhof existiert eine stattliche vom Bauern und langjährigen Bürgermeister Rupert Schärfl privat errichtete Hofkapelle. 